# Distretto di Tùdėvtėj
Il distretto di Tùdėvtėj è uno dei ventiquattro distretti (sum) in cui è suddivisa la provincia del Zavhan, in Mongolia. Conta una popolazione di 2.003 abitanti (censimento 2005). 